# Matthias Karch

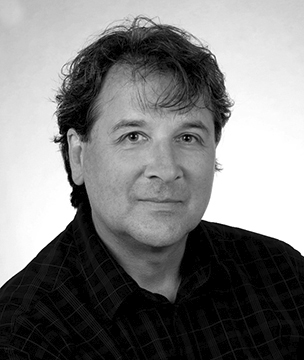
Matthias Karch

Matthias Karch (* 15. August 1956 in Ludwigshafen am Rhein) ist ein deutscher Architekt, Bühnenbildner und Kostümbildner.

## Leben
Karch studierte Architektur an der Technischen Universität Berlin. Von 1984 bis 1987 studierte er Bühnenbild an der Hochschule der Künste Berlin bei Achim Freyer und war von 1987 bis 1989 während der Intendanz von Claus Peymann als Bühnen- und Kostümbildassistent am Burgtheater in Wien tätig. Er assistierte unter anderen den Bühnenbildnern Luciano Damiani, Achim Freyer und Karl-Ernst Herrmann.
1990 erhielt er den Förderpreis der Josef-Kainz-Medaille der Stadt Wien für Bühne und Kostüme zu dem Stück Was heißt hier Liebe, realisiert am Burgtheater. Seit 1990 arbeitet er als freiberuflicher Bühnen- und Kostümbildner und realisierte bisher etwa achtzig Projekte in verschiedenen Städten Deutschlands sowie in Wien, Basel, Zürich und New York. Von 1992 bis 1993 war er Ausstattungsleiter am Landestheater Tübingen und von 1993 bis 1995 Erster Bühnenbildner und Art Director am Staatstheater Kassel.
Im Jahr 1995 gründete er das Studio für Architektur und Szenographie (OZA) in Berlin. Matthias Karch war von 1995 bis 2003 Professor an der Hochschule Anhalt am Bauhaus in Dessau. Seit 2003 ist er Professor an der Technischen Universität Braunschweig. Er leitet dort das Institute of Media and Design (IMD) am Department Architektur.

## Realisierungsprojekte (Auswahl)
- 2024 Publikation: RECALLS - RECONSTRUCTIONS - PROJECTIONS _Time-Based Design Processes in Architecture, Herausgegeben von Carolin Höfler und Matthias Karch
- 2024 Großmarkthalle Köln _Ausstellung im Kunsthafen Köln und im Spanischen Bau des Rathauses Köln
- 2021 In der Dauerausstellung der Deutschen Kinemathek, Berlin _Modelle zu METROPOLIS und ASPHALT
- 2020 Mit eigenem Blick. Szenografische Gruppenausstellung im Kunsthaus der Achim Freyer Stiftung, Berlin
- 2019 Neues Sehen. Szenografische Modelle zur Ausstellung in der Deutschen Kinemathek, Berlin
- 2018 Film in der Weimarer Republik. Entwurf der Modelle zur Ausstellung: Kino der Moderne, Bundeskunsthalle Bonn
- 2017 Mit weit geschlossenen Augen. Ausstellungsgestaltung, KISD _Köln International School of Design, Köln
- 2016 Marschordnungen. Das Reichsparteitagsgelände in Nürnberg. Kuration und Ausstellungsgestaltung, Topographie des Terrors, Berlin
- 2015 Bigger than life. Ken Adam’s Film Design, Entwurf der Modelle zur Ken Adam-Ausstellung in der Stiftung Deutsche Kinemathek, Berlin
- 2014 Meat, Schaubühne Berlin
- 2013 Out of Control. Ausstellung im ehemaligen IBM-Gebäude am Ernst Reuter Platz, Berlin
- 2012 InForm. Ausstellung im raumLabor, Braunschweig
- 2010 Sukkah City. Temporäre Architektur auf dem Union Square, Manhattan, New York
- 2006 Was Ihr wollt, Staatstheater Saarbrücken
- 2005 The Comedian Harmonists, Nationaltheater Mannheim
- 2004 Volpone, Staatstheater Saarbrücken
- 2002 Minna von Barnhelm, Staatstheater Saarbrücken
- 1999 Angels in America, Nationaltheater Mannheim
- 1998 L’Illusion comique, Nationaltheater Mannheim
- 1996 Oktoberföhn, Mülheimer Theatertage
- 1995 Maria Stuart, Theater Dortmund
- 1989 Was heißt hier Liebe, Burgtheater Wien
- 1989 Ah! Ça ira, Akademietheater Wien